# Günter Mäder
Günter Mäder (* 25. Dezember 1938 in Stuttgart; † 7. März 2018 in Herrenberg) war ein deutscher Fußballspieler.

## Karriere
Günter Mäder spielte in der Jugend der Stuttgarter Kickers, dort gelang ihm der Sprung in die zweite Mannschaft der Kickers, wo er über mehrere Jahre spielte. 1957 kam er in der Oberliga Süd bei der ersten Mannschaft achtmal zum Einsatz.

## Persönliches
Mäder absolvierte eine Meisterprüfung im Fleischerhandwerk und studierte anschließend an der pädagogischen Hochschule Ludwigsburg und der pädagogischen Hochschule Schwäbisch Gmünd Englisch und Geschichte auf Lehramt. Von 1973 war der gebürtige Stuttgarter 30 Jahre lang als Lehrer an der Jerg-Ratgeb-Schule in Herrenberg tätig. Ab 1985 war er auch als stellvertretender Schulleiter bis zu seiner Rente tätig. Mäder war verheiratet und Vater von zwei Söhnen.